# Сільвія Феліче
Сільвія Феліче (італ. Silvia Felice; нар. 25 березня 1987) — італійська борчиня вільного стилю, чемпіонка та бронзова призерка Середземноморських ігор, учасниця чемпіонатів світу, Європи та Європейських ігор.

## Життєпис
Боротьбою почала займатися з 2003 року.
Виступала за спортивний клуб «Fiamme Oro» Рим. Тренер — Сальваторе Фініціо (з 2008).

## Спортивні результати на міжнародних змаганнях

### Виступи на Чемпіонатах світу
| Змагання                        | Збірна | Вагова категорія          | Місце |
| ------------------------------- | ------ | ------------------------- | ----- |
| Чемпіонат світу з боротьби 2008 | Італія | жіноча боротьба, до 48 кг | 16    |
| Чемпіонат світу з боротьби 2011 | Італія | жіноча боротьба, до 48 кг | 12    |
| Чемпіонат світу з боротьби 2013 | Італія | жіноча боротьба, до 48 кг | 13    |
| Чемпіонат світу з боротьби 2014 | Італія | жіноча боротьба, до 48 кг | 11    |
| Чемпіонат світу з боротьби 2015 | Італія | жіноча боротьба, до 48 кг | 32    |

### Виступи на Чемпіонатах Європи
| Змагання                         | Збірна | Вагова категорія          | Місце |
| -------------------------------- | ------ | ------------------------- | ----- |
| Чемпіонат Європи з боротьби 2009 | Італія | жіноча боротьба, до 48 кг | 7     |
| Чемпіонат Європи з боротьби 2012 | Італія | жіноча боротьба, до 48 кг | 9     |
| Чемпіонат Європи з боротьби 2013 | Італія | жіноча боротьба, до 48 кг | 12    |
| Чемпіонат Європи з боротьби 2014 | Італія | жіноча боротьба, до 48 кг | 8     |
| Чемпіонат Європи з боротьби 2016 | Італія | жіноча боротьба, до 55 кг | 11    |

### Виступи на Середземноморських іграх
| Змагання                    | Збірна | Вагова категорія          | Місце  |
| --------------------------- | ------ | ------------------------- | ------ |
| Середземноморські ігри 2009 | Італія | жіноча боротьба, до 48 кг | Бронза |
| Середземноморські ігри 2013 | Італія | жіноча боротьба, до 48 кг | Золото |

### Виступи на інших змаганнях
| Змагання                                                         | Збірна | Вагова категорія          | Місце  |
| ---------------------------------------------------------------- | ------ | ------------------------- | ------ |
| Austrian Ladies Open 2006                                        | Італія | жіноча боротьба, до 48 кг | Бронза |
| Турнір міста Сассарі з боротьби 2011                             | Італія | жіноча боротьба, до 48 кг | Золото |
| Гран-прі Іспанії з боротьби 2011                                 | Італія | жіноча боротьба, до 48 кг | 10     |
| Меморіал Іона Корнеану 2011                                      | Італія | жіноча боротьба, до 48 кг | Срібло |
| Trophee Milone 2011                                              | Італія | жіноча боротьба, до 48 кг | 8      |
| Nordhagen Classics 2012                                          | Італія | жіноча боротьба, до 48 кг | Срібло |
| Олімпійський кваліфікаційний турнір з боротьби 2012 (Софія)      | Італія | жіноча боротьба, до 48 кг | 16     |
| Олімпійський кваліфікаційний турнір з боротьби 2012 (Гельсінкі)  | Італія | жіноча боротьба, до 48 кг | 10     |
| Flatz Open 2013                                                  | Італія | жіноча боротьба, до 48 кг | Бронза |
| Золотий Гран-прі з боротьби 2013 (Сассарі)                       | Італія | жіноча боротьба, до 48 кг | Бронза |
| Меморіал Вацлава Циолковського 2013                              | Італія | жіноча боротьба, до 48 кг | 5      |
| Золотий Гран-прі з боротьби 2014 (Париж)                         | Італія | жіноча боротьба, до 48 кг | 15     |
| Золотий Гран-прі з боротьби 2014 (Баку)                          | Італія | жіноча боротьба, до 53 кг | 12     |
| Henri Deglane Challenge 2014                                     | Італія | жіноча боротьба, до 48 кг | 5      |
| Klippan Lady Open 2015                                           | Італія | жіноча боротьба, до 48 кг | 21     |
| Турнір Дана Колова — Николи Петрова 2015                         | Італія | жіноча боротьба, до 48 кг | 9      |
| Гран-прі Іспанії з боротьби 2015                                 | Італія | жіноча боротьба, до 48 кг | 23     |
| Гран-прі «Іван Яригін» 2016                                      | Італія | жіноча боротьба, до 48 кг | 10     |
| Klippan Lady Open 2016                                           | Італія | жіноча боротьба, до 48 кг | 12     |
| Олімпійський кваліфікаційний турнір з боротьби 2016 (Зренянин)   | Італія | жіноча боротьба, до 48 кг | 7      |
| Олімпійський кваліфікаційний турнір з боротьби 2016 (Улан-Батор) | Італія | жіноча боротьба, до 48 кг | 10     |
| Олімпійський кваліфікаційний турнір з боротьби 2016 (Стамбул)    | Італія | жіноча боротьба, до 48 кг | 19     |
| Турнір міста Сассарі з боротьби 2016                             | Італія | жіноча боротьба, до 53 кг | 8      |

### Виступи на змаганнях молодших вікових груп
| Змагання                                       | Збірна | Вагова категорія          | Місце |
| ---------------------------------------------- | ------ | ------------------------- | ----- |
| Чемпіонат Європи з боротьби серед кадетів 2004 | Італія | жіноча боротьба, до 49 кг | 4     |
| Чемпіонат світу з боротьби серед юніорів 2005  | Італія | жіноча боротьба, до 48 кг | 16    |
| Чемпіонат Європи з боротьби серед юніорів 2005 | Італія | жіноча боротьба, до 48 кг | 7     |
| Чемпіонат Європи з боротьби серед юніорів 2006 | Італія | жіноча боротьба, до 48 кг | 9     |
| Чемпіонат світу з боротьби серед юніорів 2006  | Італія | жіноча боротьба, до 48 кг | 13    |
| Чемпіонат Європи з боротьби серед юніорів 2007 | Італія | жіноча боротьба, до 48 кг | 5     |